# Mona Washbourne
Mona Washbourne (27 novembre 1903 - 15 novembre 1988) est une actrice anglaise de théâtre, cinéma et télévision.
Elle a été nommée lors des British Academy Film Award de la meilleure actrice dans un second rôle pour son rôle dans Stevie en 1978.

## Biographie
Mona Washbourne est née à Birmingham, Warwickshire, et a commencé sa carrière en tant que pianiste de concert. Sa sœur était violoniste à l'Orchestre symphonique de la BBC.
Elle s'est mariée avec l'acteur britannique Basil Dignam. En 1948 elle commence sa carrière au cinéma, et apparait au théâtre, au Royal Court Theatre à Londres ainsi qu'à Broadway. Elle est nommée aux Tony Award en 1971 pour son rôle dans la pièce Home de David Storey. À partir des années 1970 elle apparaît dans des séries télévisées comme Retour au château (Brideshead Revisited). Une de ses dernières apparitions à la télévision date de 1983 dans un téléfilm sur la maladie d'Alzheimer.

## Filmographie
- 1948 : Probation Officer
- 1948 : Winslow contre le roi (The Winslow Boy) d'Anthony Asquith
- 1949 : La Rose et l'Oreiller (Once Upon a Dream), de Ralph Thomas
- 1949 : Maytime in Mayfair
- 1949 : The Huggetts Abroad de Ken Annakin
- 1949 : Adam and Evelyne
- 1950 : Double Confession de Ken Annakin
- 1952 : The Gambler and the Lady
- 1953 : Johnny on the Run
- 1954 : Adventure in the Hopfields
- 1954 : L'Homme au million (The Million Pound Note) de Ronald Neame
- 1954 : Star of My Night
- 1954 : Toubib or not Toubib (Doctor in the House) de Ralph Thomas
- 1954 : Betrayed
- 1954 : Un fils pour Dorothy (To Dorothy a Son) de Muriel Box
- 1955 : Le Voyageur sans billet (John and Julie) de William Fairchild
- 1955 : Cast a Dark Shadow
- 1956 : La Page arrachée (Lost) de Guy Green
- 1956 : Peine capitale (Yield to the Night) de J. Lee Thompson
- 1956 : Qui perd gagne (Loser Takes All) de Ken Annakin
- 1956 : Circus Friends
- 1956 : It's Great to Be Young
- 1957 : The Good Companions
- 1957 : Stranger in Town
- 1958 : Dunkerque (Dunkirk) de Leslie Norman
- 1958 : A Cry from the Streets
- 1959 : J'ai épousé un Français (Count Your Blessings) de Jean Negulesco
- 1960 : Les Maîtresses de Dracula (The Brides of Dracula) de Terence Fisher
- 1961 : Pas d'amour pour Johnny (No Love for Johnnie) de Ralph Thomas
- 1963 : Billy le menteur (Billy Liar) de John Schlesinger
- 1964 : La Force des ténèbres (Night Must Fall), de Karel Reisz
- 1964 : One Way Pendulum de Peter Yates
- 1964 : My Fair Lady de George Cukor
- 1964 : À plein tube (Ferry Cross the Mersey) de Jeremy Summers
- 1965 : L'Obsédé (The Collector) de William Wyler
- 1965 : Le Témoin du troisième jour (The Third Day) de Jack Smight
- 1967 : Two a Penny
- 1968 : Mrs. Brown, You've Got a Lovely Daughter
- 1968 : If.... de Lindsay Anderson
- 1969 : L'Ultime Garçonnière (The Bed-Sitting Room) de Richard Lester
- 1970 : Le Défi (The Games) de Michael Winner
- 1970 : Le Tunnel de la peur (Fragment of Fear) de Richard C. Sarafian
- 1973 : Le Meilleur des mondes possible (O Lucky Man!) de Lindsay Anderson
- 1974 : Identikit de Giuseppe Patroni Griffi
- 1975 : The Old Curiosity Shop
- 1976 : L'Oiseau bleu (The Blue Bird) de George Cukor
- 1978 : Stevie de Robert Enders : la tante
- 1979 : The London Connection
- 1982 : Charles & Diana: A Royal Love Story

## Distinctions

### Récompenses
- Los Angeles Film Critics Association 1978 :
  - "Meilleure actrice dans un second rôle" dans Stevie (ex aequo avec Maureen Stapleton pour Intérieurs)
- Boston Society of Film Critics 1982 :
  - "Meilleure actrice dans un second rôle" dans Stevie

### Nominations
- BAFTA 1979 :
  - Meilleure actrice dans un second rôle dans Stevie
- Golden Globes 1979 :
  - Meilleure actrice dans un second rôle dans Stevie